# Drosophila sattalensis
Drosophila sattalensis este o specie de muște din genul Drosophila, familia Drosophilidae, descrisă de Fartyal și Singh în anul 1994. Conform Catalogue of Life specia Drosophila sattalensis nu are subspecii cunoscute.